# Richard Ringer
Richard Ringer (ur. 27 lutego 1989 w Überlingen) – niemiecki lekkoatleta specjalizujący się w biegach średnich.
W 2007 roku zajął 13. miejsce w mistrzostwach Europy juniorów w biegu na 5000 metrów, natomiast rok później podczas juniorskiego światowego czempionatu w Bydgoszczy zmagania zakończył na eliminacjach. Na europejskim czempionacie do lat 19 w Ostrawie uplasował się na siódmej pozycji (2011).
Brązowy medalista uniwersjady w Kazaniu (2013). W 2014 wystąpił na mistrzostwach Starego Kontynentu w Zurychu, w których zajął miejsce tuż za podium. Siódmy zawodnik pucharu interkontynentalnego w Marrakeszu w tym samym roku. W 2015 wystąpił w halowych mistrzostwach Europy w Pradze, gdzie zajął 5. miejsce w biegu na 3000 metrów oraz na światowym czempionacie w Pekinie, zajmując 14. lokatę w biegu o dwa tysiące metrów dłuższym. Brązowy medalista mistrzostw Europy z Amsterdamu oraz uczestnik igrzysk olimpijskich w Rio de Janeiro (2016). Na początku 2017 zdobył brązowy medal w halowych mistrzostwach Europy w Belgradzie.
Wielokrotny złoty medalista mistrzostw Niemiec oraz reprezentant kraju na drużynowych mistrzostwach Europy i w meczach międzypaństwowych.

## Osiągnięcia
| Rok  | Impreza                                   | Miejsce        | Konkurencja          | Lokata      | Wynik    |
| ---- | ----------------------------------------- | -------------- | -------------------- | ----------- | -------- |
| 2007 | Mistrzostwa Europy juniorów               | Hengelo        | bieg na 5000 m       | 13. miejsce | 15:16,03 |
| 2008 | Mistrzostwa świata juniorów               | Bydgoszcz      | bieg na 1500 m       | eliminacje  | 3:50,77  |
| 2010 | Mistrzostwa Europy w biegach przełajowych | Albufeira      | bieg młodzieżowców   | 31. miejsce | 25:11    |
| 2011 | Młodzieżowe mistrzostwa Europy            | Ostrawa        | bieg na 5000 m       | 7. miejsce  | 14:24,86 |
| 2011 | Mistrzostwa Europy w biegach przełajowych | Velenje        | bieg młodzieżowców   | 7. miejsce  | 23:48    |
| 2013 | Superliga drużynowych mistrzostw Europy   | Gateshead      | bieg na 3000 m       | 5. miejsce  | 8:05,89  |
| 2013 | Uniwersjada                               | Kazań          | bieg na 5000 m       | 3. miejsce  | 13:37,18 |
| 2013 | Mistrzostwa Europy w biegach przełajowych | Belgrad        | bieg seniorów        | 7. miejsce  | 29:49    |
| 2014 | Superliga drużynowych mistrzostw Europy   | Brunszwik      | bieg na 3000 m       | 1. miejsce  | 7:50,99  |
| 2014 | Mistrzostwa Europy                        | Zurych         | bieg na 5000 m       | 4. miejsce  | 14:10,92 |
| 2014 | Puchar interkontynentalny                 | Marrakesz      | bieg na 3000 m       | 7. miejsce  | 8:02,87  |
| 2015 | Halowe mistrzostwa Europy                 | Praga          | bieg na 3000 m       | 5. miejsce  | 7:48,44  |
| 2015 | Superliga drużynowych mistrzostw Europy   | Czeboksary     | bieg na 3000 m       | 1. miejsce  | 8:34,35  |
| 2015 | Mistrzostwa świata                        | Pekin          | bieg na 5000 m       | 14. miejsce | 14:03,72 |
| 2016 | Mistrzostwa Europy                        | Amsterdam      | bieg na 5000 m       | 3. miejsce  | 13:40,85 |
| 2016 | Igrzyska olimpijskie                      | Rio de Janeiro | bieg na 5000 m       | eliminacje  | 14:05,01 |
| 2017 | Halowe mistrzostwa Europy                 | Belgrad        | bieg na 3000 m       | 3. miejsce  | 8:01,01  |
| 2017 | Mistrzostwa świata                        | Londyn         | bieg na 5000 m       | eliminacje  | 13:36,87 |
| 2017 | Mistrzostwa Europy w biegach przełajowych | Šamorín        | bieg seniorów        | 12. miejsce | 30:24    |
| 2018 | Halowe mistrzostwa świata                 | Birmingham     | bieg na 3000 m       | eliminacje  | DQ       |
| 2018 | Puchar Europy w biegu na 10 000 metrów    | Londyn         | bieg na 10 000 m     | 1. miejsce  | 27:36,52 |
| 2018 | Mistrzostwa Europy                        | Berlin         | bieg na 10 000 m     | –           | DNF      |
| 2019 | Mistrzostwa świata                        | Doha           | bieg na 5000 m       | eliminacje  | 13:49,20 |
| 2021 | Igrzyska olimpijskie                      | Tokio          | maraton              | 25. miejsce | 2:16:08  |
| 2022 | Mistrzostwa Europy                        | Monachium      | maraton              | 1. miejsce  | 2:10:21  |
| 2022 | Mistrzostwa Europy                        | Monachium      | maraton drużynowo    | 2. miejsce  | 6:35:52  |
| 2023 | Mistrzostwa świata w biegach ulicznych    | Ryga           | półmaraton           | 38. miejsce | 1:02:47  |
| 2024 | Mistrzostwa Europy                        | Rzym           | półmaraton           | 28. miejsce | 1:03:53  |
| 2024 | Mistrzostwa Europy                        | Rzym           | półmaraton drużynowo | 3. miejsce  | 3:05:33  |
| 2024 | Igrzyska olimpijskie                      | Paryż          | maraton              | 12. miejsce | 2:09:18  |

## Rekordy życiowe
- Bieg na 1500 metrów (stadion) – 3:38,83 (2016)
- Bieg na 3000 metrów (stadion) – 7:46,59 (2016)
- Bieg na 5000 metrów – 13:10,94 (2015)
- Bieg na 10 000 metrów – 27:36,52 (2018)